# Escaryus yacumoensis
Escaryus yacumoensis är en mångfotingart som beskrevs av Masatoshi Takakuwa 1935. Escaryus yacumoensis ingår i släktet Escaryus och familjen småjordkrypare. Inga underarter finns listade i Catalogue of Life.